# Gleocystyda

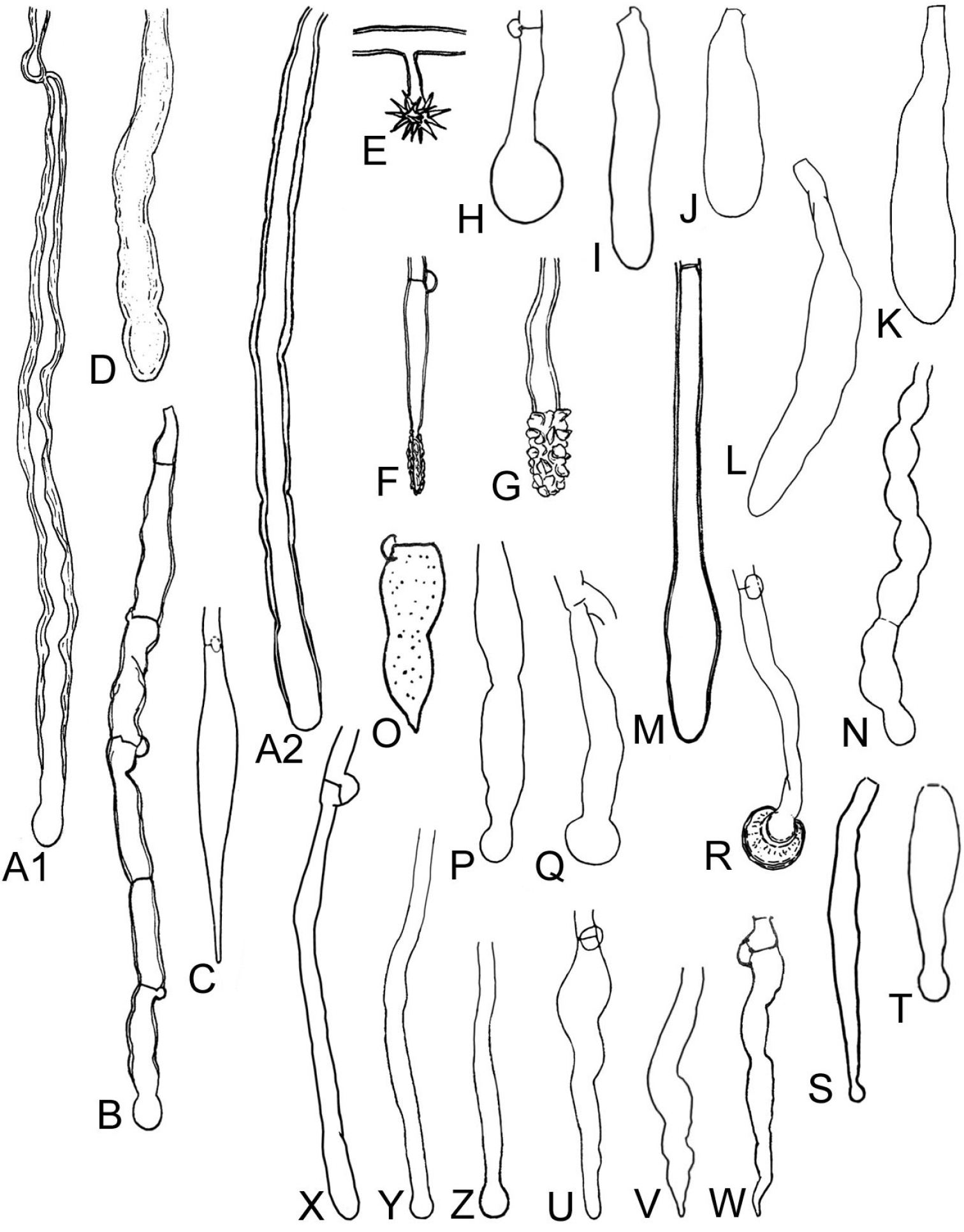
A – szkieletocystyda, A2 – szkieletocystyda rurkowata, B – szkieletocystyda septowana, C – hastocystyda, D – gleocystyda, E – astrocystyda, F – lagenocystyda, lamprocystyda

Gleocystyda l.mn. gleocystydy (łac. gleocystidium, gleocystidia, ang. gloeocystidia) – rodzaj strzępki u grzybów zaliczany do grupy cystyd. Są to płonne strzępki będące zakończeniami strzępek gleocystydialnych. Wyrastają z płonnej części owocnika, a następnie odginają się w górę i wrastają do hymenium pomiędzy podstawki.
Gleocystydy to strzępki jednokomórkowe, cienkościenne, wypełnione żywiczną lub oleistą, bezbarwną lub żółtawą zawartością. Są zwykle trudne do rozpoznania. W ich wyodrębnieniu pomaga barwienie sulfowaniliną. Pod jej wpływem mogą barwić się na niebiesko, szaro lub burgundowo, co oznaczane jest jako S + (brak takiej reakcji to S -). Czasami takie pozytywnie barwiące się cystydy nazywane są sulfopozytywnymi lub sulfocystydami. Gleocystydy na ogół są widoczne także w odczynniku Melzera i zwykle jasno barwią się we floksynie.
Gleocystydy mają bardzo zróżnicowane kształty. Zazwyczaj są mniej lub bardziej rozdęte, pęcherzykowate, lub posiadają nieregularnego kształtu wytwory. Często są wykorzystywane do identyfikacji gatunków, gdyż są łatwe do obserwacji pod mikroskopem, a gatunki w obrębie tego samego rodzaju często różnią się budową gleocystyd. Przy identyfikacji bierze się pod uwagę kształt i wielkość cystyd, barwę ich zawartości oraz czy są równe z hymenium, czy wystają ponad nie.
Czasami gleocystydy występują także poza hymenium, np. w skórce kapelusza, lub w subhymenium.